# Апаринская
Апаринская — опустевшая деревня в Лухском районе Ивановской области. Входит в состав Порздневского сельского поселения.

## География
Находится в восточной части Ивановской области на расстоянии приблизительно 17 км на восток по прямой от районного центра поселка Лух.

## История
В 1872 году здесь (тогда деревня в составе Юрьевецкого уезда Костромской губернии) было учтено 20 дворов, в 1907 году —24.

## Население
Постоянное население составляло 103 человека (1872 год), 114 (1897), 114 (1907), 9 в 2002 году (русские 100 %), 0 в 2010.